# Cratere Bira
Bira  è un cratere sulla superficie di Marte.